# Saski Urząd Budowlany w Warszawie
Saski Urząd Budowlany w Warszawie – urząd zajmujący się planowaniem architektonicznym i urbanistycznym działający w latach 1710–1765 w Warszawie. Początkowo filia Drezdeńskiego Naczelnego Urzędu Budowlanego; zajmował się realizacją projektów architektonicznych i planowaniem przestrzennym Warszawy. Jedną z jego siedzib był Marywil. 
Na czele urzędu stał baudirector. Byli to kolejno architekci sascy Johann Christoph von Naumann (do 1715), Burchardt Christof Münnich (do 1721), od 1724 roku Joachim Daniel Jauch i od 1754 roku Johann Friedrich Knöbel. Pracownikami byli m.in. Matthäus Daniel Pöppelmann, Carl Friedrich Pöppelmann, Jan Zygmunt Deybel. W 1733 roku Bauamt miał 30 etatowych pracowników. W czerwcu 1737 roku August III wydał instrukcję odnośnie funkcjonowania Bauamtu, która składała się z 19 punktów, w których potwierdzono niezależność Bauamtu warszawskiego od drezdeńskiego.
Po śmierci Augusta III Sasa budowle saskie w Warszawie otrzymały saską administrację. 
W 1797 elektor Saksonii Fryderyk August III sprzedał wszystkie swoje posiadłości warszawskie Prusakom.